# قطعنامه ۸۸۴ شورای امنیت
قطعنامه ۸۸۴ شورای امنیت سازمان ملل متحد که در تاریخ ۱۲ نوامبر ۱۹۹۳ تصویب شد، سندی بین‌المللی دربارهٔ ارمنستان-جمهوری آذربایجان است. این قطعنامه طی نشست ۳۳۱۳ام با ۱۵ رای موافق، ۰ مخالف و ۰ ممتنع تصویب شد.